# 알비온 FC
알비온 FC(스페인어: Albion Football Club)는 우루과이 몬테비데오주 몬테비데오를 연고로 하는 축구단이다. 1891년 6월 1일에 설립되었으며, 우루과이 세군다 디비시온에 참가하고 있다. 우루과이에서 가장 오래된 축구단으로 간주되고 있다.